# Дельта Банк
Де́льта Банк — колишній український комерційний банк, заснований у 2006 році, ліквідований у 2015. На початок 2015 року був четвертий за розмірами активів серед усіх 158 банків в Україні. Він був найбільшим та єдиним з категорії системно важливих, які були визнанні неплатоспроможними протягом політичної і економічної кризи 2014-16 років.
Зареєстрований 15 лютого 2006 року з головним офісом у м. Києві. Швидко виріс за рахунок споживчого кредитування. Входив до категорії найбільших банків за класифікацією НБУ, загальні активи станом на 1 січня 2015 року становили 60,303 млрд грн. На кінець 2014 банк обслуговував клієнтів у близько 200 відділеннях, мав численні точки кредитування у торгово-сервісних центрах. Банком було емітовано понад 2,6 млн платіжних карток.
2 березня 2015 року Національний банк України визнав «Дельта Банк» неплатоспроможним і ввів у нього тимчасову адміністрацію, а 5 жовтня цього ж року ухвалив рішення про відкликання банківської ліцензії та ліквідацію банку.
9 вересня 2024 року Господарський суд міста Києва при повторному розгляді справи прийняв Ухвалу про відмову бенефіціарному власнику АТ «Дельта Банк» Миколі Лагуну у відкритті провадження у справі про власну неплатоспроможність.

## Історія
2006
- Лютий: Реєстрація Дельта Банку в Національному банку України.
- Квітень: Отримання ліцензії Національного банку України № 225.
- Серпень: Випуск облігацій на суму 150 млн грн.
- Вересень: Емісія облігацій банку на суму 100 млн грн.
- Листопад: Акредитація в міжнародній платіжній системі Visa. Збільшення статутного капіталу банку з 260 до 360 млн грн. Емісія облігацій на суму 200 млн грн.
- Грудень: Емісія облігацій на суму 300 млн грн.

2007
- Січень: НБУ включив Дельта Банк в категорію середніх банків за об'ємами активів.
- Квітень: Емісія облігацій на суму 300 млн грн.
- Травень: Запуск нового проєкту інтернет-банкінгу «Дельта-онлайн».
- Червень: Емісія облігацій на суму 500 млн грн. Перемога в тендері, проведеному корпорацією Fozzy Group, на надання фінансових послуг клієнтам торгових мереж «Сільпо», «Фора» та Fozzy.
- Серпень: Перемога в тендері, проведеному компанією «Фокстрот». Микола Лагун придбав 100 % акцій ЗАТ «АТОМ-банк» (Білорусь), який згодом був перейменований у «Дельта Банк»[10].
- Жовтень: Кількість клієнтів банку досягла мільйона осіб.

2008
- Січень: Збільшення статутного капіталу до 510 млн грн.
- Березень: Портфель карткових кредитів банку перевищив 1 млрд грн.
- Травень: Дельта Банк емітував мільйонну кредитну картку.
- Червень: Олена Попова призначена головою ради директорів.
- Листопад: Дельта Банк приєднався до банкоматної мережі «Євронет».

2009
- Січень: За підсумками 2008 року чистий прибуток Дельта Банку склав 67,12 млн грн. Рішенням НБУ Дельта Банк переведений до категорії великих банків.
- Квітень: Дельта Банк приєднався до банкоматної мережі «АТМоСфера».
- Червень: Дельта Банк почав активно працювати з корпоративним сектором.
- Серпень: За рік капітал банку виріс на 33 млн грн і склав 583,5 млн грн.
- Жовтень: ТОВ «Комерційний банк Дельта» реорганізовано в публічне акціонерне товариство «Дельта Банк».

2010
- Січень: За підсумками 2009 року чистий прибуток Дельта Банку склав 8 млн гривень, в той час як українська банківська система загалом показала збитки.
- Травень: Запуск нової системи «Інтернет-банк „Дельта“».
- Липень: До АТ «Дельта Банк» передано частину активів та пасивів ВАТ «Укрпромбанк». Відкриття 100-го відділення в Вінниці. Дельта Банк переміг в тендері Пенсійного фонду України, отримавши право на відкриття рахунків для отримувачів пенсії та соціальної допомоги.
- Жовтень: Дельта Банк став переможцем рейтингу «ТОП-100. Найкращі компанії України» в 2010 р. за версією видавництва «Економіка» в номінації «Великі банки».

2011
- Липень: Компанія Cargill Financial Services International Inc. (США) придбала 30 % статутного капіталу Дельта Банку в результаті закритого розміщення додаткового випуску акцій банку.
- Серпень: Дельта Банк починає співпрацю з платіжною системою MasterCard.
- Листопад: Дельта Банк став «Банком року-2011» за версією журналу «Банкіръ» та переможцем в номінації «Найкращий банк за депозитними програмами для населення» в категорії «Великі банки».
- Грудень: Дельта Банк купує частину проблемних споживчих кредитів Укрсиббанку (BNP Paribas Group). Дельта Банк увійшов до категорії найбільших (за класифікацією НБУ).

2012
- Червень: Дельта Банк збільшив статутний капітал до 2,327 млрд грн.

2013
- Лютий: Було завершено угоду щодо придбання основним акціонером АТ «Дельта Банк» Миколою Лагуном 100 % акцій ПАТ «Кредитпромбанк».
- Квітень: Була завершена угода з придбання мажоритарним акціонером АТ «Дельта Банк» Миколою Лагуном контрольного пакету акцій АТ «Swedbank Ukraine».
- Листопад: Олена Попова зайняла почесне місце у рейтингу 100 найбільш впливових жінок України за версією журналу «Фокус».

2014
- Січень: Дельта Банк посів друге місце в рейтингу найбільш динамічних банківських установ за версією ділової газети «Капітал».
- Квітень: Дельта Банк збільшив статутний капітал на 60 % до 3,7 млрд гривень. Олена Попова увійшла до рейтингу «ТОП-100. Найкращі топ-менеджери України-2014» за версією «Інвестгазети» та завоювала місце в трійці найкращих банкірів України.
- Грудень: У Дельта Банку через проблеми з ліквідністю почастішали випадки затримання платежів, були встановлені обмеження з видачі коштів. Причиною називали неповернення кредитів значної кількості клієнтів, в основному із зони АТО та окупованого Криму. За словами Микола Лагуна, Дельта Банк отримав кредит від НБУ у розмірі 1 млрд грн. для стабілізації ситуації[11].

2015
- Березень: Національний банк України відніс АТ «Дельта Банк» до категорії неплатоспроможних[6]. Уповноваженою особою Фонду гарантування вкладів фізичних осіб на здійснення тимчасової адміністрації призначено Кадирова Владислава Володимировича[12].
- 5 жовтня НБУ ухвалив рішення про відкликання банківської ліцензії та ліквідацію банку[7].

## Фінансові показники до 2015 року
Прибуток «Дельта Банку» у 2014 році склав 46,278 млн грн., що на 83 % менше ніж у 2013 році (302,701 млн грн).
Сукупні активи банку за 2014 рік зросли на 9 % — до 60,303 мільярда гривень.

## Поглинання
За час свого існування «Дельта Банк» придбав та поглинув такі українські банки:
- Значну частину активів та пасивів ліквідованого «Укрпромбанку» (2010)[13]
- Swedbank Ukraine / «Омега Банк» (2013)
- Банк «Астра» (2013)
- «Кредитпромбанк» (2013)
- «Marfin Bank» (2014)[14]

В серпні 2014 повідомлялося про намір придбати Universal Bank, однак регуляторні органи України відмовили у проведенні такої операції.

## Правління банку до 2015 року
- Микола Лагун — голова Наглядової Ради, бенефіціарний власник
- Олена Попова — голова Ради Директорів
- Віталій Масюра — перший заступник голови Ради Директорів
- Світлана Чирва — заступник голови Ради Директорів
- Валентина Дудко — заступник голови Ради Директорів

## Структура власництва
Станом на 1 січня 2015 року структура власності була такою:
| Власник Акцій                                       | Розмір паю    | Звичайних акцій | Відсоток економічних прав |
| Лагун Микола Іванович                               | 1 643 000 000 | 328 619         | 70.61 %                   |
| Cargill Financial Services International Inc. (США) | 684 000 000   | 136 781         | 29.39 %                   |
| Міноритарні власники акцій                          | 0             | 0               | 0 %                       |
| Загалом                                             | 2 327 000 000 | 465 400         | 100 %                     |

## «Дельта Банк» (Білорусь)
«Дельта Банку» належав однойменний білоруський банк. У 2007 році Микола Лагун придбав 100 % акцій ЗАТ «АТОМ-банк», який згодом був перейменований у «Дельта Банк». Характер роботи білоруського Дельта Банку був схожий з її українською материнською структурою. Починаючи з 2007 року, Банк проводив активний розвиток роздрібної мережі. Спочатку — шляхом організації видачі споживчих кредитів у роздрібних торговельних точках. Потім відкривав повноформатні відділення, починав прийом вкладів від населення, обслуговування юридичних осіб.
На 1 липня 2013 року в рейтингу білоруських банків «Дельта Банк» займав 14-те місце за активами і за власним капіталом. Станом на 1 липня 2013 року, власний капітал банку складав — 337,100 млрд білоруських рублів (29,4 млн євро); активи — 1,7 трлн руб; прибуток — 38,5 млрд руб.
На тлі негативних подій в українському «Дельта банку», Нацбанк Білорусі з 12 березня ввів у білоруський банк тимчасову адміністрацію, а з 18 березня відкликав у нього ліцензію на здійснення банківської діяльності. 21 серпня 2015 року Верховний суд Білорусі визнав «Дельта банк» (Білорусь) банкрутом і відкрив щодо нього ліквідаційний процес.